# Tourelle de 75 mm R modèle 1905

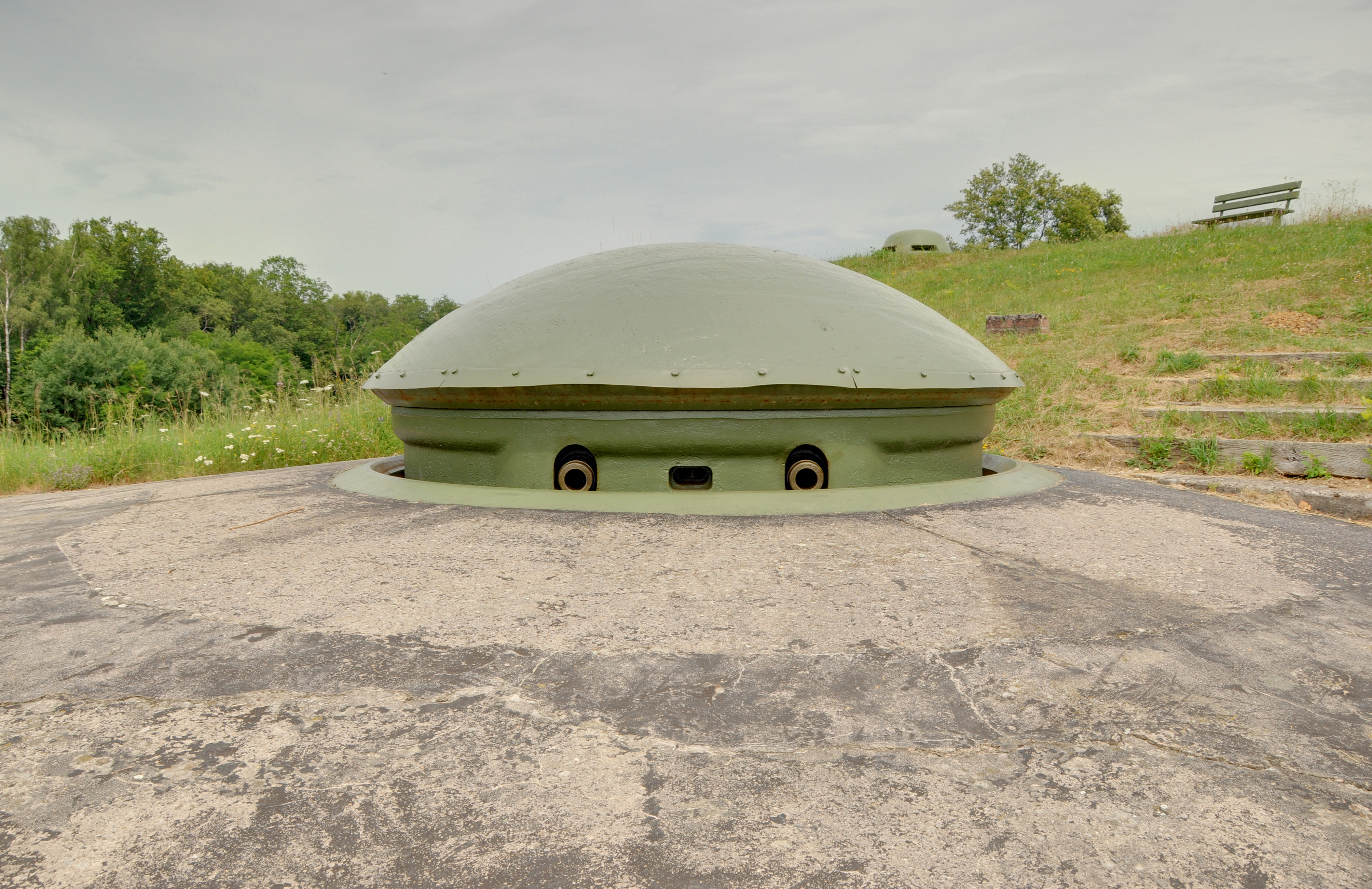
Tourelle de 75 mm modèle 1905 des Fort d’Uxegney, bei Épinal in ausgefahrener Position

Der Tourelle de 75 mm R modèle 1905 (auch: Tourelle pour deux pièces de 75 mm R modèle 1905 – dt.: Geschützturm für zwei Kanonen 75 mm R modèle 1905) war einer der Typen von Geschütztürmen, die in den Forts des von Séré de Rivières angelegten Systems der Barrière de fer eingebaut wurden. Es handelt sich um einen versenkbaren und um 360° drehbaren Turm, der in einem Geschützbrunnen aus Beton installiert ist. Auf den Rand des Geschützbrunnens ist ein stählerner Vorpanzer aufgesetzt. Das Geschütz besteht aus zwei Kanonen vom Kaliber 75 mm Typ R (R steht für „raccourci à tir rapide“ und bedeutet „gekürzt – Schnellfeuer“). Für das Kaliber 155 mm standen die Türme Tourelle Galopin de 155 mm R modèle 1907 zur Verfügung. Die Türme fanden sich teilweise auch in den Geschützbunkern der Maginotlinie.

## Beschreibung
Der Geschützturm hat einen Durchmesser von maximal 2,90 Metern und ein Gewicht von insgesamt 135 Tonnen. Die ausgefeilte Mechanik der Hebevorrichtung machte es möglich, den Turm nach dem Abfeuern jedes Mal einzufahren. (Ohne dieses System hätte der Turm, wegen des Aufwandes und um die Feuerrate aufrechterhalten zu können, für eine gewisse Zeit ausgefahren bleiben müssen.) Der komplette Vorgang, also das Ausfahren, Feuern, Einfahren – dauerte im günstigsten Fall nur noch 4 bis 5 Sekunden. Das manuelle System wurde 1934 durch Elektroantrieb ersetzt. Der Hubweg betrug 1,03 Meter.
Die Panzerung der Kuppel bestand an der Decke aus 280 mm und an den Flanken aus 180 mm Panzerstahl. Der Geschützbrunnen ist von einem Vorpanzer eingefasst. 
Die Anlage ist in einem betonierten Schacht untergebracht und erstreckt sich über zwei Stockwerke.
- Im unteren Stockwerk befindet sich die manuelle Antriebsanlage zur Drehung des Turms. Zwei Kurbeln wirken über ein Getriebe auf das Drehwerk. Jede Kurbel wurde von zwei Mann bedient. Eine komplette Umdrehung war in 60 Sekunden möglich. Außerdem befinden sich hier die Gegengewichte und ein Reserve-Kanonenrohr. Von hier wurde die Munition über einen Aufzug nach oben befördert. Im dazugehörenden Munitionsmagazin konnten bis zu 3000 Granaten gelagert werden.
- Im mittleren Stockwerk befanden sich die Anlage für die Seitenrichtung mit einer Geländescheibe sowie die Vorrichtung zur Feinjustierung der Kanonen (Feineinstellung der Seitenrichtung). Hier konnten eine Anzahl Granaten der Bereitschaftsmunition in Wandnischen gelagert werden.

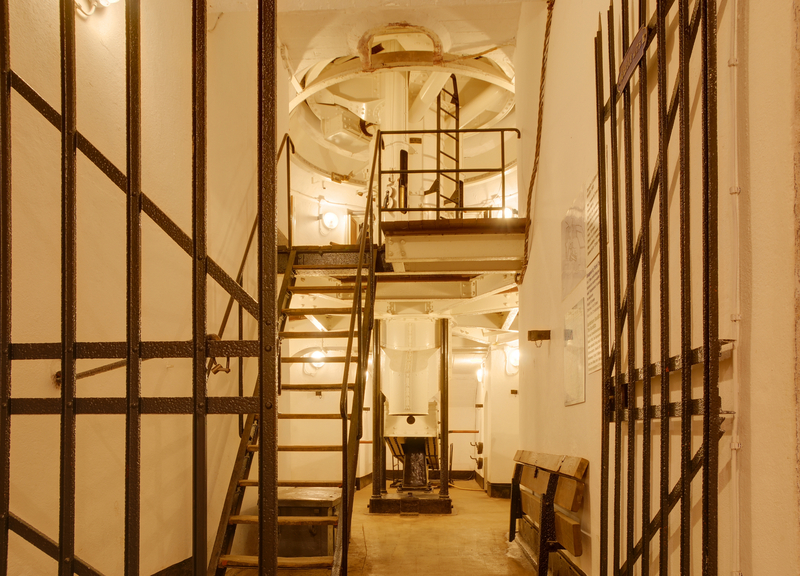
Innenansicht des Turmes von Fort d’Uxegney

- In der oberen Etage lag der Feuerstand mit den Kanonen 75 R, der Höhenrichtmaschine und den Bedienelementen zum Anheben und Ablassen des Turms.

## Bewaffnung
Die Bewaffnung bestand aus Zwillingsgeschützen vom Typ „Canon de 75 mm modèle 1905“, einer Version der „Canon de 75 mm modèle 1897“, allerdings waren die Rohre aus technischen Gründen auf 1.555 mm gekürzt worden. Damit konnte noch eine maximale Reichweite von 6.200 Metern erzielt werden. Die Kadenz lag bei 10 Schuss pro Geschütz und pro Minute. Der Höhenrichtbereich lag zwischen 0° und 12°45'. Nach der Modernisierung 1934 erhöhte er sich auf 30°. Zwischen den beiden Geschützscharten befand sich eine Öffnung für eine Zieleinrichtung zum direkten Schuss.

Überreste der explodierten Panzerkuppel von Fort Vaux
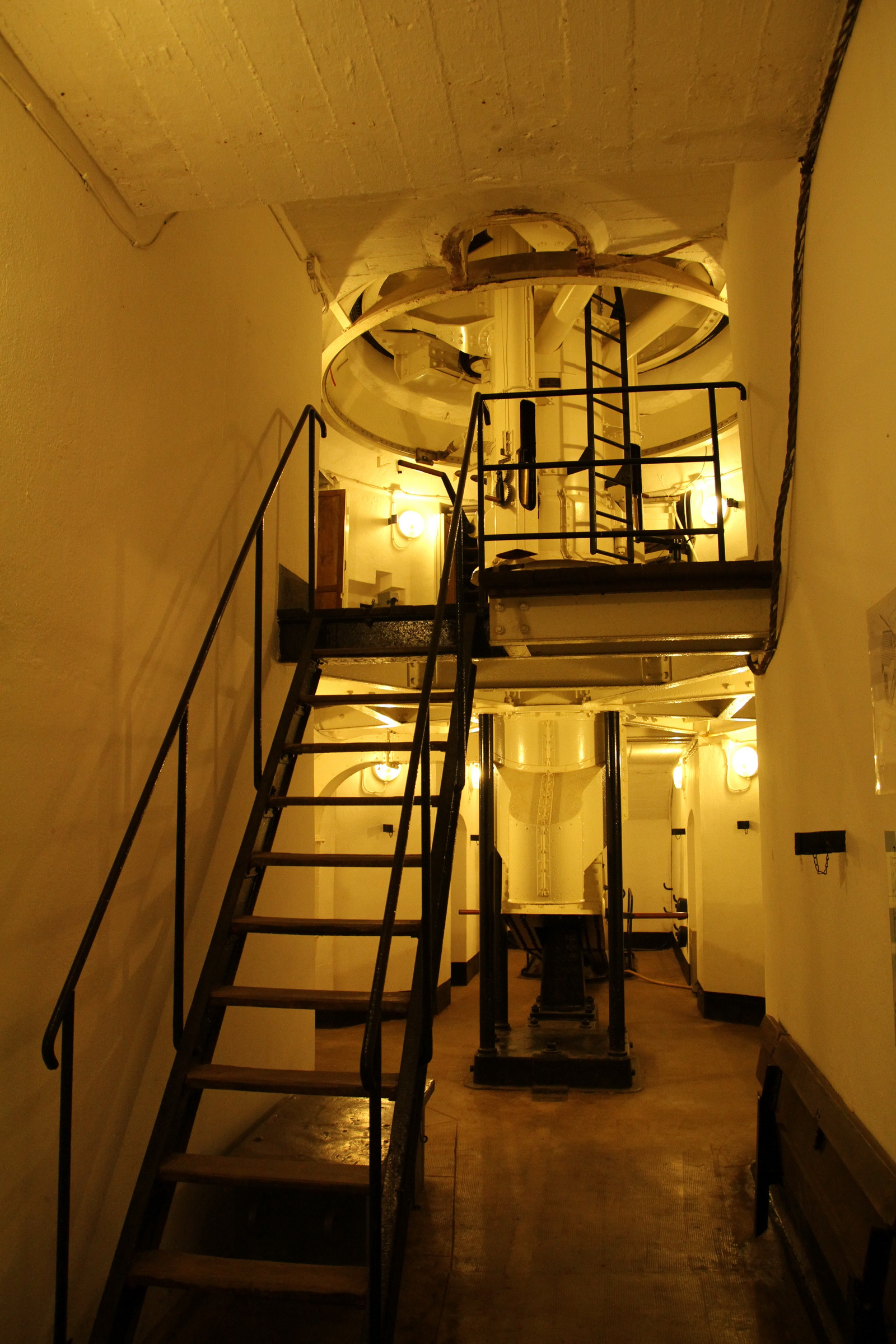
Zugang zum Turm im Fort d’Uxegney
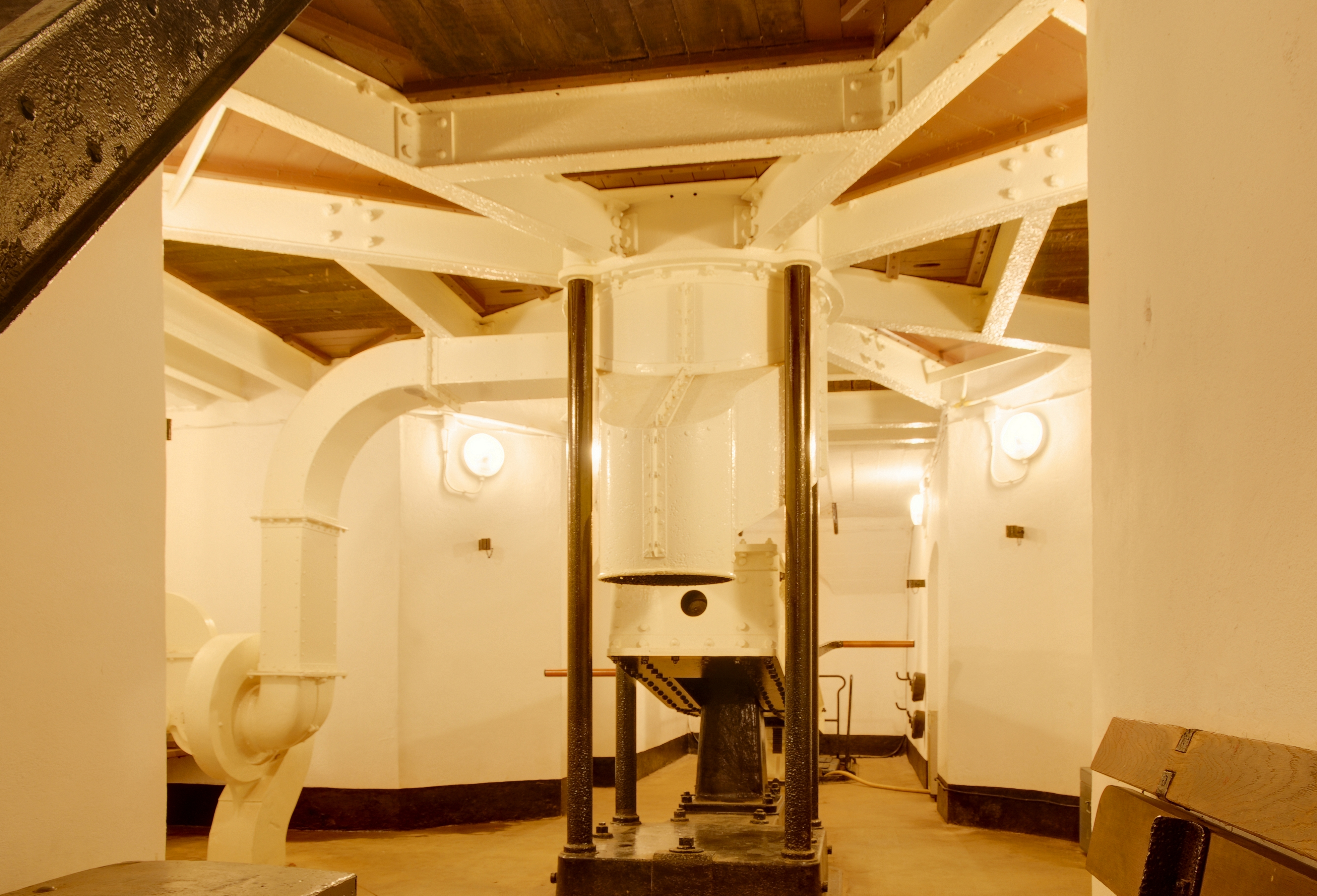
Blick in die Etage mit der Hubvorrichtung des gleichen Turms.
Schematische Darstellung der Funktionsweise
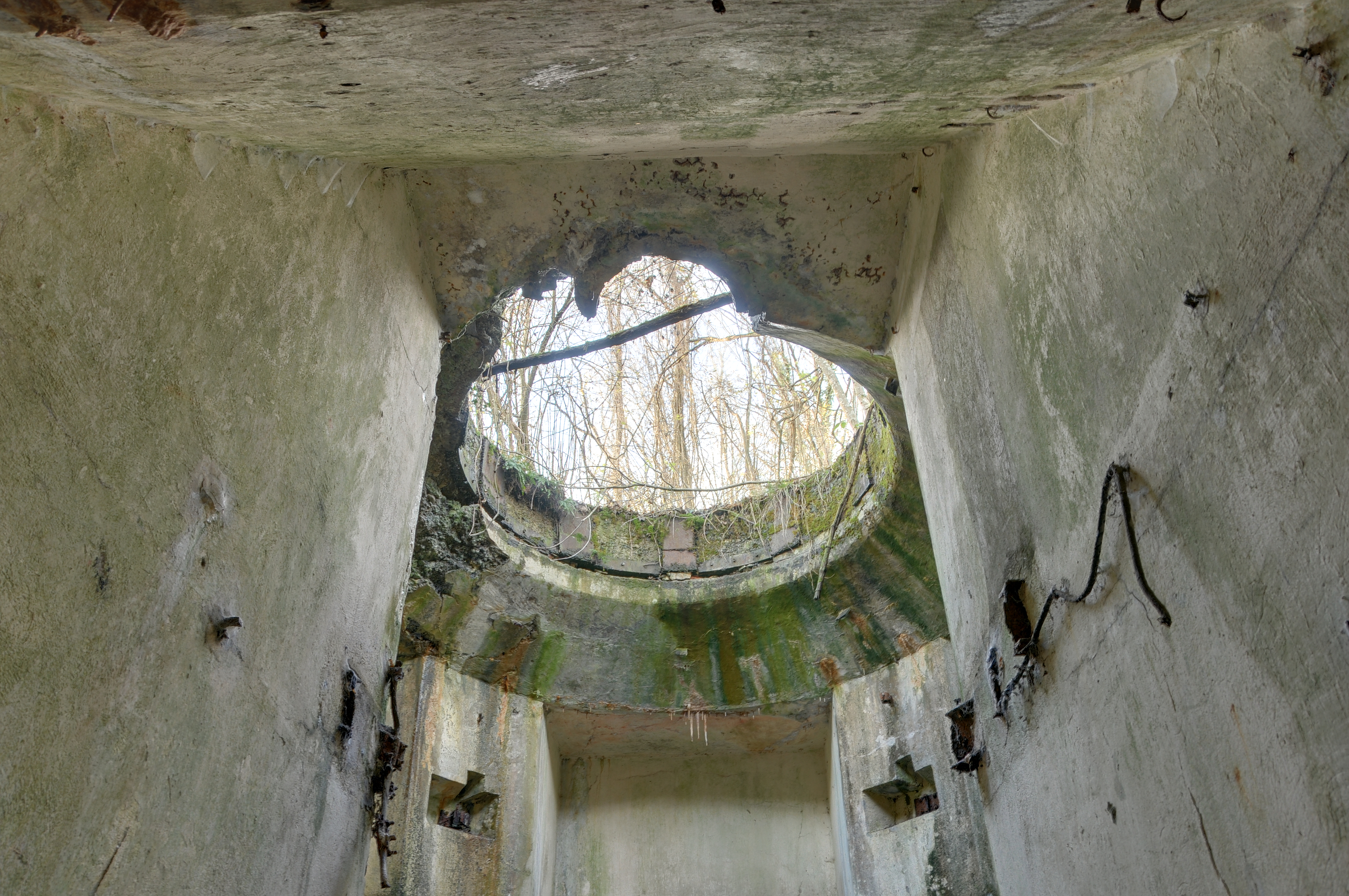
Geschützbrunnen im (Fort du Bois d’Oye bei Belfort)

## Liste der Türme in den Forts Séré de Rivières
Von den 73 hergestellten Türmen waren 57 in die jeweiligen Befestigungen eingebaut, die restlichen 16 sollten zwischen 1914 und 1915 installiert werden, verblieben dann aber für die nächsten 20 Jahre in den Depots.
Die Nr. 53 wurde im Juni 1912 zu Versuchszwecken in der Befestigung von Otschakow auf der Krim installiert.
| Vorwerk       | Turm Nr. |
| ------------- | -------- |
| Petite-Synthe | 33       |

| Forts     | Turm Nr. |
| --------- | -------- |
| Hautmont  | 45       |
| Leveau    | 58       |
| Les Sarts | 46       |

| Forts                  | Turm Nr. | Forts                 | Turm Nr. |
| ---------------------- | -------- | --------------------- | -------- |
| Fort de Chana          | 24       | Fort de Landrecourt   | 7        |
| Fort de Choisel        | 19       | Fort de Marre         | 18       |
| Fort de Douaumont      | 54       | Fort de Moulainville  | 20       |
| Fort de Dugny          | 3        | Fort de Regret        | 21 & 22  |
| Ouvrage de Froideterre | 4        | Fort de Vacherauville | 52       |
| Fort de La Falouse     | 17       | Fort de Vaux          | 5        |
| Fort de La Laufée      | 1        |                       |          |

| Fort              | Turm Nr. |
| ----------------- | -------- |
| Fort de Liouville | 40       |

| Fort    | Turm Nr. |
| ------- | -------- |
| Frouard | 44       |

| Forts               | Turm Nr. | Forts                 | Turm Nr. |
| ------------------- | -------- | --------------------- | -------- |
| Fort de Blénod      | 41       | Ouvrage de la Cloche  | 8        |
| Ouvrage de Bouvron  | 55       | Fort de Lucey         | 11 & 12  |
| Fort de Bruley      | 9        | Mordant               | 35       |
| Chanot              | 38       | Fort du Tillot        | 42 & 43  |
| Fort de Domgermain  | 34       | Fort de Trondes       | 16       |
| Fort d’Écrouves     | 39       | Fort du Vieux-Canton  | 36 & 37  |
| Fort de Gondreville | 15       | Fort de Villey-le-Sec | 10 & 13  |

| Forts          | Turm Nr. |
| -------------- | -------- |
| Adelphes       | 25       |
| Deyvillers     | 23       |
| Longchamp      | 26       |
| Fort d’Uxegney | 51       |

| Forts                 | Turm Nr. | Forts                   | Turm Nr. |
| --------------------- | -------- | ----------------------- | -------- |
| Fort de Bessoncourt   | 31 & 32  | Ouvrage du Haut du Bois | 27       |
| Fort du Bois d’Oye    | 28       | Fort de Méroux          | 50       |
| Ouvrage de Chèvremont | 48 & 49  | Fort de Roppe           | 30       |
| Fort de Fougerais     | 29       | Fort de Vézelois        | 47       |

| Fort                    | Turm Nr. |
| ----------------------- | -------- |
| Saint-Michel (Ouessant) | 2 & 6    |

| Fort                         | Turm Nr. |
| ---------------------------- | -------- |
| Cap Saint-Jacques (Vũng Tàu) | 57       |

Während des deutschen Angriffs auf Verdun 1940 leisteten die „Ouvrage de Froideterre“ (neben dem Fort de Douaumont) mit ihrem Geschützturm noch einen gewissen Widerstand. Auf den Flanken des heute ausgefahrenen Turms finden sich einige Granateinschläge vom direkten Beschuss – wahrscheinlich von Panzerabwehrkanonen. Die näheren Umstände dazu sind nicht bekannt.

## Die Türme in der Maginotlinie
Bei der Erweiterung der Maginotlinie 1934 wurden überzählige bzw. nicht mehr benötigte Türme wiederverwendet, um Geld zu sparen und die Kampfblöcke der „neuen Fronten“ zu bewaffnen. Einige Modifikationen wurden vorgenommen, so wurde die Panzerung verstärkt und der Höhenrichtbereich der Geschütze 
von 12°45' auf 30° verbessert.
Ein einzelner Turm (Nr. 73) wurde am 24. April 1936 mit seiner Originalbewaffnung im Block 5 der Ouvrage du Chesnois (Secteur fortifié de Montmédy – Verteidigungsabschnitt Montmédy) eingebaut. Die anderen 12 Türme (Nr. 60 bis 72) wurden modifiziert, statt der beiden 75-mm-Kanonen wurden ein Maschinengewehr und eine Panzerabwehrkanone 25 mm AC eingebaut.